# 질리언 바버
질리언 바버(Gillian Barber, 1958년 2월 22일 ~ )는 영국의 배우, 성우이다.
코번트리에서 태어났다.

## 영화
- 비이클 (2012년)
- 투 더 맷 (2011년)
- 햄릿(영어판) (2011년) - 거트루드 역
- 2012 (2009년)
- 비니스 (2007년)
- 허프 (2004년)
- 스틸링 시나트라 (2003년)
- D.C. 스나이퍼: 공포의 23일 (2003년)
- 뱅, 뱅, 넌 죽었다 (2002, Bang Bang You're Dead) - 프린시펄 마이어 역
- 스톰 인 썸머 (2000년)
- 더 길티 (2000년) - 매디 코리건 역
- 6번째 날 (2000년)
- 더블 크라임 (1999년)
- 콜드 스쿼드 (1998년) - 캐서린 맥코믹 역
- 에이리언 애브덕션: 인서던트 레이크 카운티 (1998년)
- 키친 파티 (1997년) - 밥 역
- 도박의 위험 (1997년)
- 나이트스크림 (1997년)
- 블리스 (1997년)
- 에드버킷 (1997년)
- 인 콜드 블러드 (1996년)
- 인스팅트 (1996년)
- 제3의 눈 (1995년)
- 죽지 않는 사나이 (1995년)
- 두 여자의 사랑 (1995년)
- 베어 마운틴의 비밀 (1995년) - 그레이스 브릭스 역
- 쥬만지 (1995년)
- 더블 크로스 (1994년)
- 트윈스 스토리 (1993년)
- 욕망을 파는 집 (1993년)
- 죽기 아니면 까무러치기 (1990년)
- 심야의 마티니 (1988년)
- 계부 (1987년)